# What's New (Linda Ronstadt)
What's New è un album in studio della cantante statunitense Linda Ronstadt, pubblicato nel 1983. Si tratta di un album di cover del repertorio pop tradizionale.

## Tracce
1. What's New? – 3:55 (Johnny Burke, Bob Haggart)
2. I've Got a Crush on You – 3:28 (George Gershwin, Ira Gershwin)
3. Guess I'll Hang My Tears Out to Dry – 4:13 (Sammy Cahn, Jule Styne)
4. Crazy He Calls Me – 3:33 (Carl Sigman, Sidney Keith Russell)
5. Someone to Watch Over Me – 4:09 (George Gershwin, Ira Gershwin)
6. I Don't Stand a Ghost of a Chance with You – 4:06 (Bing Crosby, Ned Washington, Victor Young)
7. What'll I Do – 4:06 (Irving Berlin)
8. Lover Man (Oh Where Can You Be?) – 4:18 (Jimmy Davis, Jimmy Sherman, Roger "Ram" Ramirez)
9. Goodbye – 4:47 (Gordon Jenkins)

## Formazione
- Linda Ronstadt – voce
- Don Grolnick – piano
- Tommy Tedesco – chitarra (1-4, 6, 8, 9)
- Dennis Budimir – chitarra (5, 7)
- Ray Brown – basso (1-4, 6, 8, 9)
- Jim Hughart – basso (5, 7)
- John Guerin – batteria
- Plas Johnson – sassofono tenore (4)
- Bob Cooper – sassofono tenore (6, 7)
- Chauncey Welsch – trombone (8)
- Tony Terran – tromba (2)